# Despacito
"Despacito"는 푸에르토리코의 가수 루이스 폰시가 부른 노래이다. 피쳐링에는 팝 가수 대디 양키가 참여했다. 2017년 1월 12일 발매되었으며, 동년 4월 17일에는 저스틴 비버가 일부 가사를 바꾸고, 일부 부분을 자신이 부른 리믹스 버전을 발매했다. 비영어권의 노래 중 강남스타일과 더불어 2010년대 세계적인 인기를 끌었던 곡으로 마카레나 이후 20여년만에 처음으로 스페인어 노래가 빌보드 차트의 1위에 오르게 되었다. 그것도 16주 동안 빌보드 차트 1위를 차지했는데 이는 빌보드 차트 1위 최장 기록이다. 2019년 2월 24일경으로 유튜브 조회수 60억뷰를 돌파했다.

## 인증
| 국가                                                            | 인증                 | 판매량/출하량 |
| --------------------------------------------------------------- | -------------------- | ------------- |
| 아르헨티나 (CAPIF)                                              | 2× 플래티넘          | 40,000*       |
| 오스트리아 (IFPI 오스트리아)                                    | 2× 플래티넘          | 60,000        |
| 벨기에 (BEA)                                                    | 5× 플래티넘          | 100,000       |
| 브라질 (Pro-Música Brasil)                                      | 6× 다이아몬드        | 1,500,000     |
| 프랑스 (SNEP)                                                   | 다이아몬드           | 233,333       |
| 독일 (BVMI)                                                     | 9× 골드              | 1,800,000     |
| 이탈리아 (FIMI)                                                 | 다이아몬드           | 500,000       |
| 폴란드 (ZPAV)                                                   | 2× 다이아몬드        | 200,000       |
| 포르투갈 (AFP)                                                  | 5× 플래티넘          | 50,000        |
| 스페인 (PROMUSICAE)                                             | 13× 플래티넘         | 520,000       |
| 스위스 (IFPI 스위스)                                            | 플래티넘             | 20,000        |
| 미국 (RIAA)                                                     | 55× 플래티넘 (Latin) | 3,300,000     |
| *판매량을 기반으로 한 인증 · 판매량+스트리밍을 기반으로 한 인증 |                      |               |

| 국가                                                             | 인증                           | 판매량/출하량 |
| ---------------------------------------------------------------- | ------------------------------ | ------------- |
| 오스트레일리아 (ARIA)                                            | 11× 플래티넘                   | 770,000       |
| 브라질 (Pro-Música Brasil)                                       | 플래티넘                       | 60,000        |
| 캐나다 (뮤직 캐나다)                                             | 다이아몬드                     | 800,000       |
| 덴마크 (IFPI Danmark)                                            | 6× 플래티넘                    | 540,000       |
| 독일 (BVMI)                                                      | 골드                           | 200,000       |
| 멕시코 (AMPROFON)                                                | 5× 다이아몬드+4× 플래티넘+골드 | 1,770,000     |
| 뉴질랜드 (RMNZ)                                                  | 3× 플래티넘                    | 90,000        |
| 노르웨이 (IFPI 노르웨이)                                         | 11× 플래티넘                   | 660,000       |
| 스페인 (PROMUSICAE)                                              | 12× 플래티넘                   | 480,000       |
| 영국 (BPI)                                                       | 6× 플래티넘                    | 3,600,000     |
| 미국 (RIAA)                                                      | 13× 플래티넘                   | 13,000,000    |
| Streaming                                                        |                                |               |
| 일본 (RIAJ)                                                      | 실버                           | 30,000,000    |
| 스웨덴 (GLF)                                                     | 13× 플래티넘                   | 104,000,000   |
| 판매량+스트리밍을 기반으로 한 인증 · 스트리밍을 기반으로 한 인증 |                                |               |

## 같이 보기
- 2017년 빌보드 핫 100 차트 1위 목록
- 유튜브 최다 조회수 영상 목록